# География Нагорно-Карабахской Республики
Непризнанная Нагорно-Карабахская Республика была расположена на международно признанной территории Азербайджана, в восточной части Карабахского нагорья (части Армянского нагорья), бо́льшая её часть характеризуется сильно изрезанным горным рельефом. Относительно низменными являются только восточные части Мартакертского и Мартунинского районов. Средняя высота над уровнем моря составляет 1100 метров[обновить данные].

## Физико-географические районы

### Карабахский хребет
Карабахский хребет располагается дугой с севера на юго-восток, является водоразделом бассейнов правых притоков Куры — Тертер на северо-западе, Хачынчай и Каркарчай на востоке и левых притоков Аракса — Акеры на западе и Кенделан на юго-востоке.

### Муровдагский хребет
Муровдагский хребет сложен преимущественно осадочно-вулканогенными толщами, гребень хребта скалистый, склоны сильно расчленены ущельями. Господствуют горно-лесные, а в пригребневой зоне — горно-луговые и лугово-степные ландшафты. Наивысшая точка хребта — гора Гямыш (высота — 3 724 метров).

## Геологическое строение
В геолого-исследовательском аспекте территория непризнанной НКР изучена достаточно хорошо. Обобщив опыт предыдущих исследователей, группа ученых Национальной академии Республики Армения проанализировала значительный объем литературных данных и дополнила их результатами геологических исследований последних лет, что позволило рассмотреть ряд вопросов практического и теоретического характера.

## Климат
Климат НКР мягкий и умеренный, на значительной территории наблюдается сухой субтропический климат. Среднегодовая температура воздуха — +10,5 °C. Самые жаркие месяцы — июль и август, когда средняя температура составляет +21,7 °C и +21,4 °C. Наиболее теплыми местностями на территории Нагорно-Карабахской Республики являются низменные зоны Мартунинского и Мартакертского районов.
В холодный период средняя температура в январе-феврале колеблется от −0,2 °С до −0,9 °С.
Длительные холода и жара, как правило, не наблюдаются, наименьшая температура в низменной зоне опускается до −16 °С, в предгорье — до −19 °C, высокогорье — от −20 °С до −23 °С. Наиболее высокая температура в низменных и предгорных местностях доходит до +40 °C, среднегорных и горных местностях — от +32 °C до +37 °C.
|                   |  |                  |  |                     |  |                                     |
| Аскеранский район |  | Гадрутский район |  | Мартакертский район |  | Мартунинский район, Мравский хребет |

|                    |  |                 |  |                   |
| Шаумяновский район |  | Шушинский район |  | Кашатагский район |

## Водные ресурсы
Реки относятся к бассейну Куры (Тертер, Хачынчай, Каркарчай). Из-за имеющегося наклона почти все реки НКР текут с гор с запада и юго-запада на восток и юго-восток в Карабахскую долину. Из-за быстротекущих горных рек рельеф изрезан глубокими ущельями и долинами, наиболее обширная из которых — долина реки Тертер, расположенная в Мартакертском районе.
Известно большое количество источников минеральной воды. Наиболее известные из них Туршсу и Ширлан.

### Сарсангское водохранилище
Сарсангское водохранилище является крупнейшим водохранилищем в Нагорном Карабахе. Расположено на реке Тертер в центре Мартакертского района на севере Нагорного Карабаха.

## Живая природа

### Флора
Растительный мир многообразен, произрастает около 2 тысяч видов растений. Голые скалы встречаются лишь в высокогорных районах, горные массивы покрыты лесами, кустарниками и травяной растительностью.

### Фауна
Фауна края разнообразна. В равнинной зоне можно встретить джейрана, диких коз и свиней. В лесах водятся бурые медведи, волки, дикие кошки, рыси, лисицы, зайцы, белки, кроты и кабаны. Из птиц распространены дикие гуси, утки, куропатки, сороки, вороны, воробьи, голуби, коршуны, кукушки, горлицы, дятлы, жаворонки, совы и другие. В равнинных частях и каменистых предгорных поясах распространено множество видов змей, черепах, ежей. Многообразны также виды саранчи, жуков и бабочек. В относительно больших реках водится рыба.

## Полезные ископаемые
Обнаружены проявления каменного угля, многочисленных видов металлов, в особенности цинка, свинца, меди, золота, серного колчедана, железа, мрамора и мраморизированного известняка, гранита, базальта, туфа, а также сырья для производства цемента, графита, литографского камня, гипса, песка и глины.
Минеральное топливо
Из видов минерального топлива обнаружены проявки каменного угля, которые расположены близ сёл Магавуз (Чардаглы), Нарештар (Нарынджлар) и Колатак (Колатаг) Мартакертского района.
Руды металлов
В регионе найдены залежи различных видов металлов. Главным образом это цинк, свинец, медь, золото, серный колчедан и железо. Залежи расположены близ сёл Мехмана, Дрмбон (Хейвалы), Гюлатаг, Кусапат (Гасапет), Ванк (Вянгли), Нор Казанчи (Сырхавенд), Лисагор (Туршсу), Ннги (Джамият), Цор (Сор) и Магавуз (Чардаглы), в междуречье Тартара (Тертера) и Хачена (Хачынчая), также на склоне горы Мрав (Муровдаг).
Горные породы
Имеются большие залежи мрамора и мраморизированного известняка, имеющего различные цветовые оттенки. Месторождения расположены близ города Степанакерт, (Ханкенди). Имеются залежи гранита, туфа, базальта, известняка.
Прочие
Также имеются залежи сырья для производства цемента, графита, литографского камня, гипса, песка и высококачественной глины.